# 911 (musikgrupp)
911 är ett brittiskt pojkband med tre medlemmar — Lee Brennan, Jimmy Constable och Simon "Spike" Dawbarn. Bandet bildades 1995 och splittrades fem år senare. 2005 gjorde de comeback.

## Diskografi
Under 90-talet hade bandet 11 singlar på topp 10 i Storbritannien, bland andra Body Shakin', The Journey, Party People ... Friday Night, Nothing Stops the Rain, More Than a Woman, A Little Bit More och Private Number.
Sammanlagt har bandet släppt tre album och ett greatest hits-album:
Studioalbum
- The Journey (1997)
- Moving On (1998)
- There it is (1999) (endast cover-låtar)

Samlingsalbum
- The Greatest Hits and a Little Bit More ... (1999)
- Illuminate... (The Hits and More) (2013)

Singlar (topp 40 på UK Singles Chart)
- Night to Remember (1996) (#38)
- Love Sensation (1996) (#21)
- Don't Make Me Wait (1996) (#10)
- The Day We Find Love (1997) (#4)
- Bodyshakin' (1997) (#3)
- The Journey (1997) (#3)
- Party People...Friday Night (1997) (#5)
- All I Want Is You (1998) (#4)
- How Do You Want Me to Love You? (1998) (#10)
- More Than a Woman / Nothing Stops the Rain (1998) (#2)
- A Little Bit More (1999) (#1)
- Private Number (1999) (#3)
- Wonderland (1999) (#13)